# Сокольники (Голеньовський повіт)
Сокольники (пол. Sokolniki, нім. Falkenberg) — село в Польщі, у гміні Машево Голеньовського повіту Західнопоморського воєводства.
Населення — 399 осіб (2011).
У 1975-1998 роках село належало до Щецинського воєводства.

## Демографія
Демографічна структура станом на 31 березня 2011 року:
|          | Загалом | Допрацездатний вік | Працездатний вік | Постпрацездатний вік |
| -------- | ------- | ------------------ | ---------------- | -------------------- |
| Чоловіки | 215     | 54                 | 149              | 12                   |
| Жінки    | 184     | 46                 | 110              | 28                   |
| Разом    | 399     | 100                | 259              | 40                   |